# Phrictus sordidus
Phrictus sordidus är en insektsart som beskrevs av Caldwell 1945. Phrictus sordidus ingår i släktet Phrictus och familjen lyktstritar. Inga underarter finns listade i Catalogue of Life.